# Actinote stratonice
Actinote stratonice är en fjärilsart som beskrevs av Pierre André Latreille 1811. Actinote stratonice ingår i släktet Actinote och familjen praktfjärilar. Inga underarter finns listade i Catalogue of Life.